# Sông Atchafalaya
Sông Atchafalaya là một con sông ở tiểu bang Louisiana, Hoa Kỳ. Lưu vực sông này tạo ra đầm lầy Atchafalaya, là khu đầm lầy lớn nhất nước Mỹ, nằm ở phía Nam trung tâm bang Louisiana. 
Đây là một con sông dài 137 dặm (220 km) là chi lưu của sông Mississippi và sông Red ở phía nam trung tâm Louisiana ở Hoa Kỳ. Nó chảy theo hướng, ở phía tây của sông Mississippi. Tàu bè có thể lưu thông trên sông Atchafalaya và dòng sông này cung cấp một kênh vận chuyển công nghiệp quan trọng cho bang Louisiana, cũng như trung tâm văn hóa của xứ Cajun. Việc duy trì của dòng sông như một luồng của sông Mississippi có được một dự án quan trọng của Công binh Lục quân Hoa Kỳ trong hơn một thế kỷ. Thung lũng sông hình thành các lưu vực sông Atchafalaya là đầm lầy Atchafalaya nằm ở phía nam Louisiana gần Vịnh Mexico.